# Berthold I. von Teck
Berthold I. von Teck (* um 1200; † 9. Oktober 1244) war von 1223 bis zu seinem Tode Fürstbischof von Straßburg unter der Herrschaft von dem Kaiser Friedrich II., den Pontifikaten von Honorius III., Gregor IX., Cölestin IV. und Innozenz IV. und der Schirmherrschaft der Metropoliten Siegfried II. von Eppstein und Siegfried III. von Eppstein.

## Herkunft und Familie

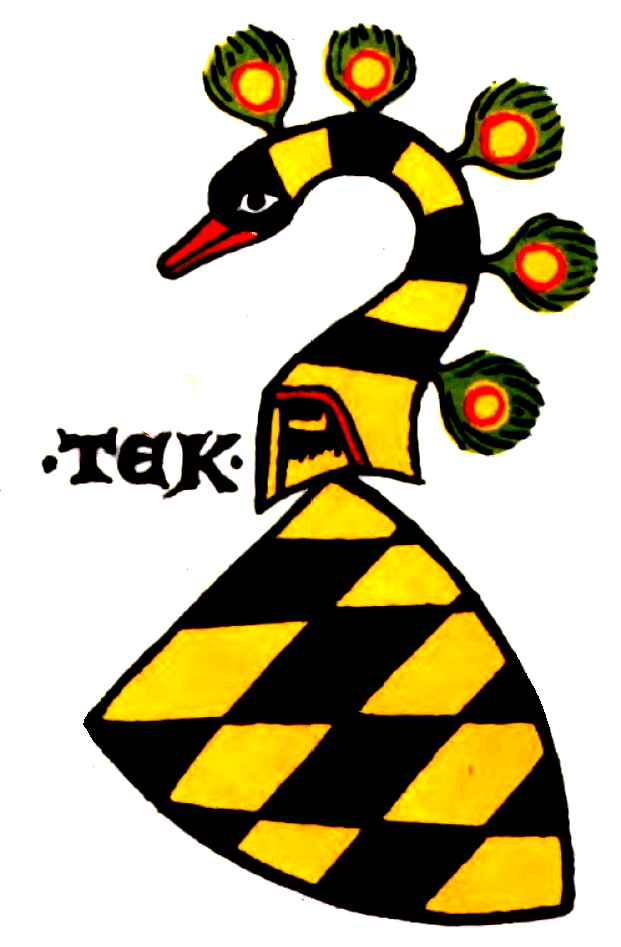
Wappen der Teck

Berthold war der zweite Sohn von Herzog Adalbert II. von Teck († nach 1215), sein Bruder war Konrad I. Herzog von Teck († 1235/48).

## Geistliche und weltliche Hoheit
Der Straßburger Bischof war seit dem frühen Mittelalter Reichsfürst des Heiligen Römischen Reiches Deutscher Nation.
In Personalunion mit seiner geistlichen Macht übte er als Landesherr eine weltliche Herrschaft über das Hochstift Straßburg, das sich im Laufe der Jahrhunderte zu einem institutionellen, allerdings territorial zersplitterten Flächenstaat entwickelte.
Der geistliche Einfluss des Straßburger Bischofs ging über das Hochstift hinweg, denn lediglich zwei Diözesen verwalteten das elsässische Territorium mit zahlreichen unabhängigen Reichsstädten, geistlichen und weltlichen Herrschaften : das Straßburger Bistum im Norden und das Basler Bistum im Süden.

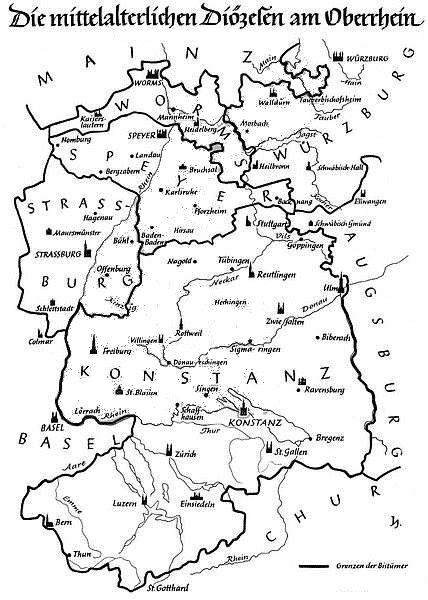
Bistümer am Rhein

## Leben und Wirken

### Territoriale Erweiterungen und progressive Trennung der Stadt
Berthold war noch jung, als er die Bischofswürde erhielt. Unter seiner Verwaltung konnte sich der Straßburger Kirchsprengel entwickeln. Er bemühte sich als Bischof, das Territorium des Hochstifts in der Auseinandersetzung mit den staufischen Expansionsbestrebungen im Elsass auszubauen. Im Dagsburgischen Erbfolgestreit gelangen ihm Gebietserweiterungen. Dies führte zum Konflikt mit König Heinrich VII., der sich mit den Grafen von Pfirt und den elsässischen Städten gegen den Bischof verbündete.
Zusammengefasst starb im Jahre 1225 Gertrud, Gräfin von Dagsburg, kinderlos, obschon sie dreimal verheiratet war. Also machten die Bischöfe von Straßburg, Metz und Lüttich Ansprüche auf die vakant gewordenen Linien geltend, die von ihren Bistümern abhingen. Hermann und Heinrich, Markgrafen von Baden beanspruchten für sich alle Familiengüter ihrer Nichte Gertrud. An dem 2. November 1226 schenkten sie diese Stammgüter dem Bischof von Straßburg.
Der Graf von Leiningen, Bruder des verstorbenen dritten Gemahls von Gertrud, hatte sich der Dagsburg bemächtigt und war nicht gewillt, sie zurückzugeben. Berthold erklärte ihm sofort den Krieg und besetzte die Burgen Bernstein bei Dambach und Girbaden. Auch gegen den Grafen von Pfirt, der sich Egisheim angeeignet hatte und von Egino I. von Freiburg nebst mehreren Städten unterstützt war, musste Bischof Berthold drei Jahre lang kämpfen. Mithilfe des Grafen Albrecht von Habsburg zwang Berthold 1228 seine Feinde in die Flucht bei Blodelsheim. Er nahm an der Reichsversammlung in Worms im Frühjahr 1231 teil, auf der unter anderem das sogenannte Statutum in favorem principum erlassen wurde. Als Kaiser Friedrich II. von Papst Gregor IX. gebannt wurde, stand er auf der päpstlichen Seite. 1234 unterstützte er Heinrich VII. im Kampf gegen dessen Vater Kaiser Friedrich II., mit dem er sich 1236 wieder versöhnte. Seit 1238 in Verbindung mit dem päpstlichen Gesandten Albert Behaim nahm er die Auseinandersetzung mit den Staufern wieder auf, starb jedoch am 9. Oktober 1244, bevor er größere Erfolge erringen konnte.
Heinrich empörte sich gegen seinen Vater im Jahr 1235 und die ganze Rheingegend von Basel bis Köln schloss sich dem rebellischen Sohn an, unter anderen auch der Bischof von Straßburg. Der Markgraf von Baden schlug jedoch die Armee des rebellischen Königs. Heinrich wurde gefangen und starb in der sizilianischen Gefangenschaft.
Friedrich II. ließ in Speyer seinen neunjährigen Sohn, Konrad IV., zum deutschen König wählen und übergab ihm zugleich das Herzogtum Schwaben und den Elsass. Um den Bischof von Straßburg wegen seiner Hilfe an Heinrich zu strafen, entzog er ihm den Grafentitel und stellte die Stadt unter die unmittelbare Gerichtsbarkeit des Kaisers. Somit war der Weg zur freien Reichsstadt Straßburg gebahnt. Gleichzeitig fing Bischof Berthold an, die bischöfliche Landgrafschaft zu gründen, da er am 14. Mai 1232 die Besitzungen des Landgrafen Heinrich von Wert als Schenkung erhielt, unter dem Vorbehalt jedoch, dass dieselben als Bistumslehen der Familie von Wert verbleiben sollten.
Hartman der Alte, Graf von Kyburg hatte ebenfalls vor, Vasall des Bistums Straßburg zu werden. Weil er kinderlos war, schenkte er seine Güter dem Bistum und nahm sie 1244 als Lehen wieder zurück. Er bereute später, dies getan zu haben, als sich Heilwig, seine Nichte, mit dem Grafen Albert von Habsburg, Vater eines Kaisers, verheiratete.

### Klostergründungen

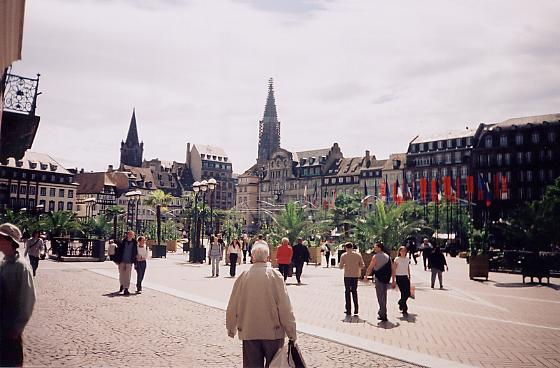
Ehemaliger Barfüßerplatz, heute Kleberplatz in Straßburg

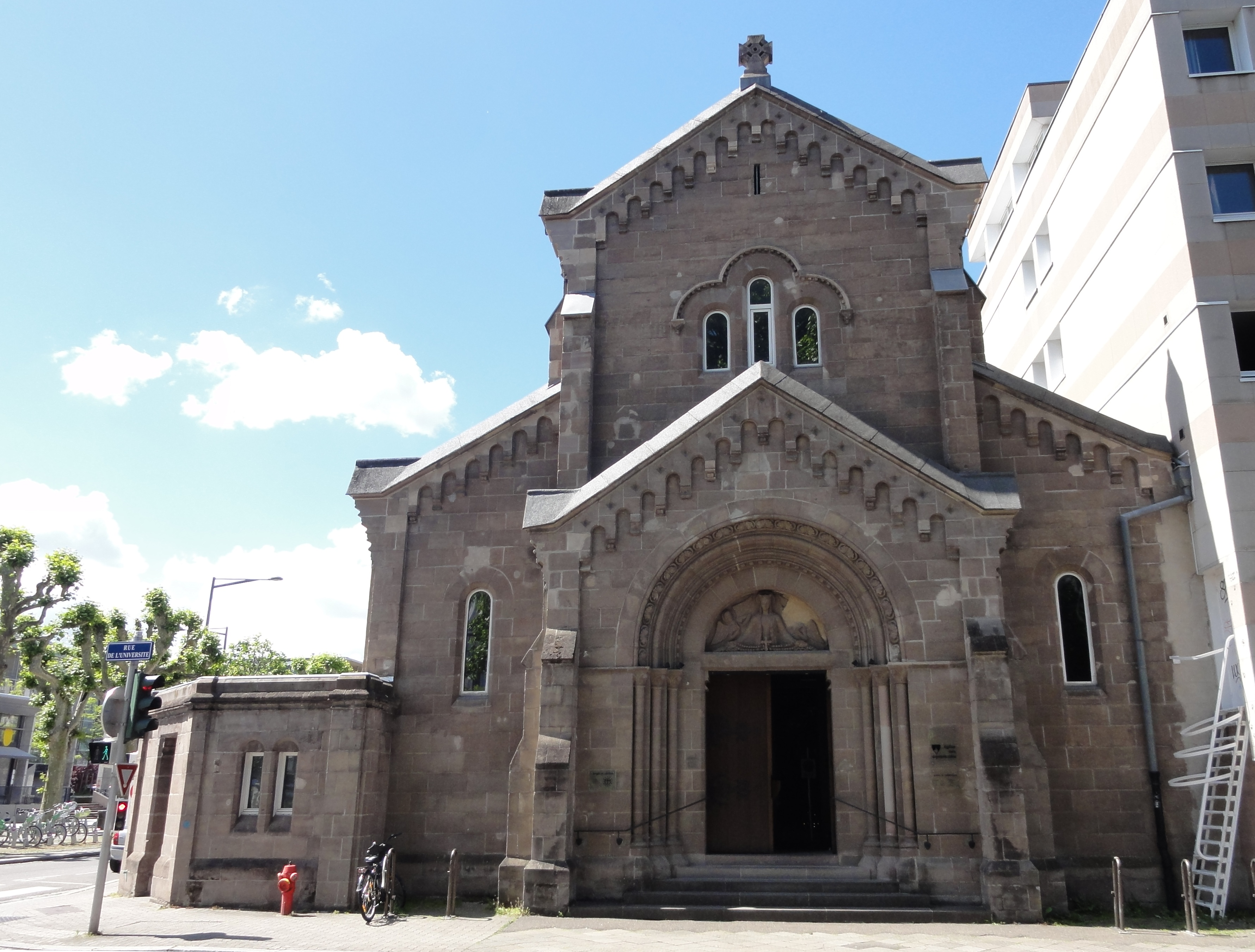
Dominikanerkirche heute

Berthold von Teck förderte die Gründung von Klöstern, insbesondere der Bettelorden. Im Jahre 1230, acht Jahre nach ihrer Ankunft in der Bischofsstadt, errichteten die Franziskaner ein Kloster bei dem Parade- oder Kleberplatz, der jahrhundertelang aufgrund der Franziskaner, die barfuß gingen, den Namen Barfüßerplatz trug.
Unter seiner Verwaltung kamen die Dominikaner zuerst nach Straßburg und bauten sich ein kleines Haus vor den Stadtmauern. In einer ersten Zeit haben die Dominikaner mit einem Konvent an der Peripherie von Straßburg vorliebnehmen müssen und konnten sich erst nach und nach der Stadtmitte nähern. Sie gründeten ein Kloster nah den Hauptmärkten im Jahre 1254, also unter der Regierung von Bertholds Nachfolgern.
Der Papst Gregor IX hatte 1237 die Straßburger Dominikaner beauftragt, die Häresie in ganz Deutschland zu bekämpfen. In Straßburg hatten nämlich Anhänger der Anschauungen des von Innonzenz III. verurteilten Ortlieb und der Waldenser stark an Einfluss gewonnen.
1240 wurde ein Kloster im grünen Wörth aufgebaut. Das kriegerische Eingreifen des Bischofs in die Kämpfe des mittleren Rheintals verstieß wenig gegen die öffentliche Meinung und die damaligen Sitten. So wurde sein Grab in der St. Andreaskapelle des Straßburger Münsters von Kranken besucht, die sich durch wundertätige Einwirkung gestärkt oder geheilt fühlten.